# Daniel Nannskog
Daniel Paul Gustav Nannskog (ur. 22 maja 1974 w Helsingborgu) – szwedzki piłkarz grający na pozycji napastnika.

## Kariera klubowa
Nannskog pochodzi z Helsingborga. Jego pierwszym klubem w karierze był tamtejszy Högaborgs BK i w jego barwach występował do 1995 roku w rozgrywkach czwartej ligi szwedzkiej. W 1996 roku odszedł do pierwszoligowego Malmö FF. W Malmö nie przebił się do podstawowego składu i przez rok zdobył jednego gola w 10 rozegranych spotkaniach, po czym odszedł do stołecznego Djurgårdens IF. Tam grał przez dwa sezony i w 1998 roku wywalczył awans do pierwszej ligi, jednak opuścił Djurgårdens na rzecz innego drugoligowca, Assyriska FF z miasta Södertalje. W 2000 roku występował w innym klubie, IF Sylvia z Norrköping, a w 2001 trafił do Landskrony BoIS. Z 21 golami na koncie został królem strzelców drugiej ligi i przyczynił się do awansu zespołu do pierwszej ligi. W Landskronie występował wo lata 2003 roku.
Kolejnym klubem w karierze Nannskoga był chiński Sichuan Guancheng, z którym podpisał dwuletni kontrakt. W Sichuanie grał do 2004 roku i na początku 2005 rozwiązał kontrakt. Wraz z trenerem Janne Jönssonem wyjechał do norweskiego zespołu Stabæk Fotball.
W 2005 roku Nannskog grał w drugiej lidze norweskiej. W 29 meczach zdobył 27 golami zostając najlepszym strzelcem ligi i awansując ze Stabækiem do pierwszej ligi. W 2006 roku nadal prezentował wysoką skuteczność i strzelając 19 bramek został królem strzelców Tippeligaen, a Stabæk zajmując 5. pozycję awansował do Pucharu UEFA. W 2007 roku drużyna została wicemistrzem kraju, a Daniel drugim najlepszym strzelcem ligi z 19 trafieniami na koncie (o 3 mniej niż Thorstein Helstad z SK Brann). Rok 2008 zakończył się kolejnym tytuł króla strzelców Szweda, a także pierwszym w historii Stabæku tytułem mistrza Norwegii.
| Sezon | Klub              | Kraj     | Rozgrywki    | Mecze | Bramki |
| ----- | ----------------- | -------- | ------------ | ----- | ------ |
| 1995  | Högaborgs BK      | Szwecja  | IV liga      | 15    | 7      |
| 1996  | Malmö FF          | Szwecja  | Allsvenskan  | 10    | 1      |
| 1997  | Djurgårdens IF    | Szwecja  | Superettan   | 23    | 10     |
| 1998  | Djurgårdens IF    | Szwecja  | Superettan   | 21    | 8      |
| 1999  | Assyriska FF      | Szwecja  | Superettan   | 26    | 7      |
| 2000  | IF Sylvia         | Szwecja  | Superettan   | 29    | 9      |
| 2001  | Landskrona BoIS   | Szwecja  | Superettan   | 28    | 21     |
| 2002  | Landskrona BoIS   | Szwecja  | Allsvenskan  | 24    | 11     |
| 2003  | Landskrona BoIS   | Szwecja  | Allsvenskan  | 17    | 4      |
| 2003  | Sichuan Guancheng | Chiny    | Super League | 14    | 8      |
| 2004  | Sichuan Guancheng | Chiny    | Super League | 22    | 9      |
| 2005  | Stabæk Fotball    | Norwegia | Adeccoligaen | 29    | 27     |
| 2006  | Stabæk Fotball    | Norwegia | Tippeligaen  | 26    | 19     |
| 2007  | Stabæk Fotball    | Norwegia | Tippeligaen  | 26    | 19     |
| 2008  | Stabæk Fotball    | Norwegia | Tippeligaen  | 26    | 16     |
| 2009  | Stabæk Fotball    | Norwegia | Tippeligaen  | 29    | 15     |

## Kariera reprezentacyjna
W reprezentacji Szwecji Nannskog zadebiutował 14 stycznia 2007 roku w przegranym 0:2 towarzyskim spotkaniu z Wenezuelą, rozegranym w Maracaibo. Swojego pierwszego gola w kadrze narodowej zdobył tydzień później, w zremisowanym 1:1 sparingu z Ekwadorem. Od czasu tego meczu znajdował się poza kadrą "Trzech Koron" i powrócił do niej w 2009 roku.